# Sambou Traoré
Sambou Traoré (Parigi, 25 novembre 1979) è un ex cestista francese naturalizzato maliano.

## Palmarès
- Match des Champions: 1

Limoges CSP: 2012